# Jean-Antoine Petipa
Jean-Antoine-Nicolas Petipa (París, 16 de febrero de 1787-San Petersburgo, 28 de julio de 1855) fue un bailarín, maestro y coreógrafo francés y padre de Lucien y Marius.
A los 8 años participó en la reposición de la producción del ballet Psyché de Pierre Gardel, representada en la Ópera de París cinco años antes. De sus inicios solo se conoce el programa de este ballet, así como por una petición que su padre envió en 1799 al Ministro del Interior, con el fin de obtener un año de licencia para sus hijos, alumnos de la escuela de danza de la Ópera. Poco después, el joven Petipa ingresó en la compañía de Filippo Taglioni que recorrió Europa a partir de 1807 tras el cierre de muchos teatros parisinos por decreto imperial. La compañía estableció una base en Kassel desde 1810 hasta 1812, pero abandonó esta ciudad cuando Francia invadió Prusia en vísperas de la invasión de Rusia. Luego trabajó en otros sitios, pero quedándose en Viena y Nápoles.
Luego, Petipa fue contratado como maestro de ballet en Lyon para la temporada 1813-14. Luego recibió la invitación del príncipe sueco Carlos XIV para que bailara y dirigiera la compañía que había formado el príncipe, luego dirigió el ballet en el Théâtre-Français en Hamburgo. En enero de 1814, Petipa y su compañía realizaron una serie de producciones en Bruselas y luego se trasladaron a París con motivo de la reapertura del Teatro de la Porte Saint-Martin. Este viaje a Bruselas y el gran éxito allí jugaron un papel importante en el trabajo de Petipa -después de un tiempo fundó el Conservatorio de Danza en Bruselas. Ya no está satisfecho con el puesto de primer bailarín de la compañía, sino que comienza a crear coreografías. Entre sus obras representadas entre 1814 y 1815 se encuentran  Les Six ingénus (música de Alexandre Piccinni ) y Le Berger de la Sierra Morena (1815).
En 1815 recibió una invitación a Marsella como coreógrafo. Allí él y su esposa, la actriz dramática Victorine Morel-Grasseau (1794-1860), tuvieron a Lucien en 1815 y Marius en 1818. En 1819, Petipa fue llamado a Bruselas como maestro de ballet en el Théâtre de la Monnaie, donde permaneció hasta 1831. Convocado a Lyon, Marsella y Burdeos, Petipa regresó a Bruselas entre 1833 y 1835 antes de trasladarse a Burdeos, donde Lucien se convirtió en primer bailarín. Luego, la familia se embarcó hacia los Estados Unidos en 1839, donde realizó una gira triunfal. A su regreso a Bruselas entre 1841 y 1843, Petipa presentó allí nuevos ballets. En 1847 Petipa y su hijo Marius se establecieron en San Petersburgo, donde el padre se convirtió en profesor de la Escuela Imperial de Danza y el hijo inició la brillante carrera que lo llevaría a la fama internacional.
Entre sus discípulos rusos se encuentran Lev Ivanov, Pável Gerdt, Timofey Stukolkin, etc.

## Trabajos en Bélgica
En 1819, Jean-Antoine Petipa recibió una invitación para dirigir la compañía de ballet del Teatro La Monnaie de Bruselas, reemplazando en este puesto al coreógrafo franco-belga E. Yus (Eugène Hus). Petipa ocupó este cargo, de manera oficial, hasta 1831. De hecho, la vida teatral en Bruselas se prolongó hasta agosto de 1830, hasta que estalló allí la Revolución belga, y todos los teatros locales pararon su trabajo durante 15 meses (hasta que se produjo el colapso de los Países Bajos Unidos y se proclamó la independencia de Bélgica). No había salario, y el padre de familia encontró trabajo como profesor de bailes de salón en internados, que de alguna manera seguían existiendo, pero brindaban poco apoyo financiero, y unió a los niños, Lucien y Marius, para ganar dinero extra. Todo esto proporcionó poco para la familia. Antoine Petipa decidió alquilar un teatro en Amberes y hacer allí varias representaciones de ballet, y toda la compañía estaba formada únicamente por miembros de su familia.

## Regreso a Francia
La salvación le llegó de su Francia natal cuando, en 1834, recibió una invitación para el puesto de coreógrafo en el teatro de Burdeos, que fue inmediatamente aceptada con gratitud. La familia regresó a Francia, donde en Burdeos los niños comenzaron a estudiar ballet con el famoso bailarín Auguste Vestris y donde pronto el hijo mayor Lucien recibe el puesto de primer bailarín. El mismo Petipa trabaja, además de Burdeos, en varias ciudades. En 1839, como parte de la compañía, A. Leconte, junto con su hijo menor Marius, participó en una gira por los Estados Unidos; en Nueva York actuó en el ballet Tarantula de J. Coralli con música de Casimir Gide, interpretando el papel cómico de un médico charlatán, y realizó varias representaciones de ballet, incluido el ballet Marco Bomba, o el sargento jactancioso.
Y en 1841, volvió a ocupar el puesto de director de la compañía de ballet La Monnet, reemplazando esta vez a otro célebre coreógrafo francés, Albert. Esta vez ocupa el cargo por un corto tiempo, hasta 1843.

## Trabajo en Rusia

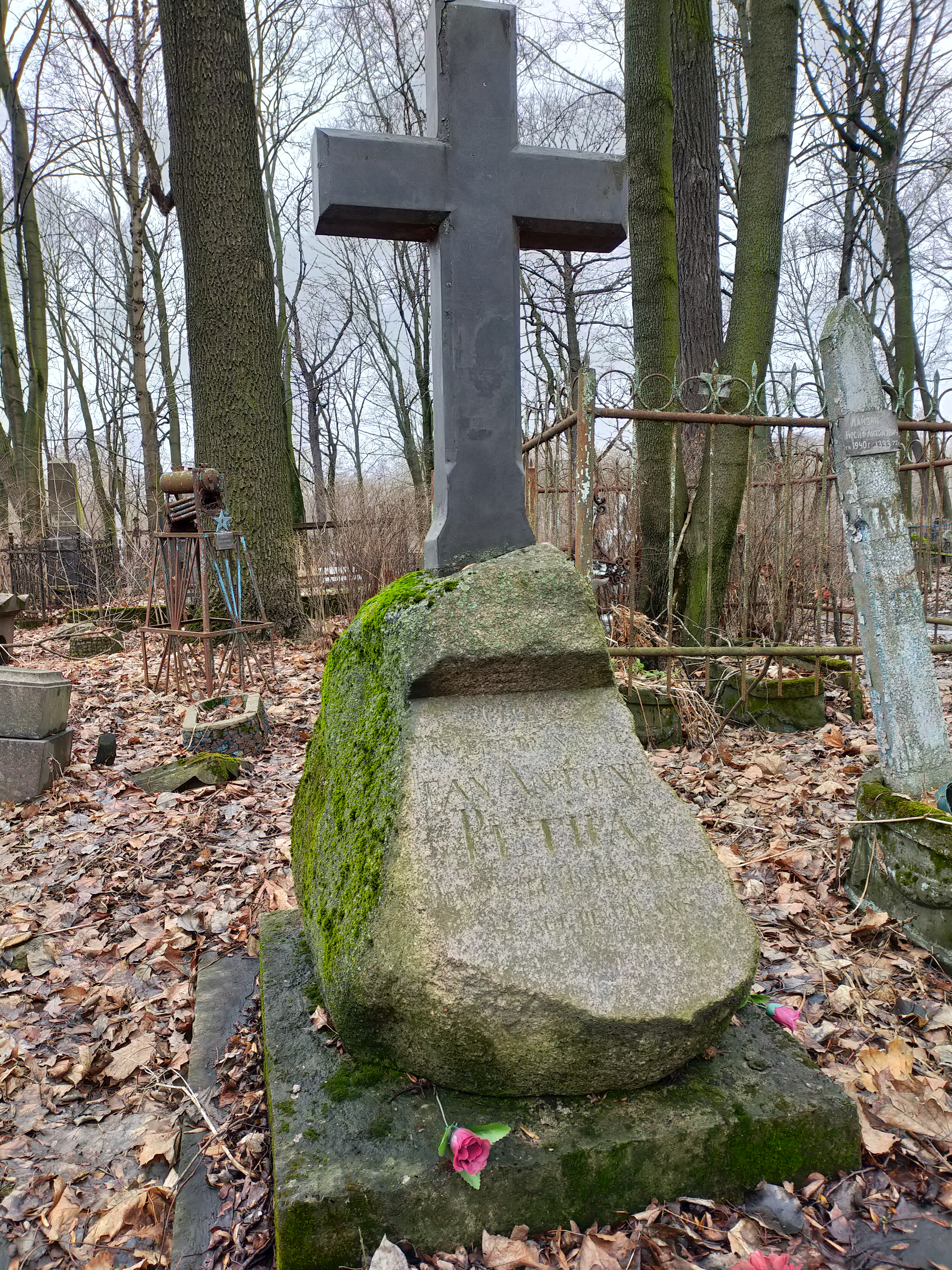
Tumba de Jean-Antoine Petipa, cementerio luterano de Volkovo en San Petersburgo

Petipa llegó a Rusia menos de 4 meses después de la llegada de su hijo menor, Marius, a San Petersburgo. El contrato con la dirección de los Teatros Imperiales se firmó el 12 de octubre de 1847. Petipa se matriculó como profesor de danza en la Escuela de Teatro, donde impartió clases durante el resto de su vida. Entre sus alumnos se encuentran Lev Ivanov, Pavel Gerdt. Después de  su muerte, la clase superior de alumnos pasó a Marius, quien lo dirigió hasta abril de 1863, después de lo cual la transfirió a Christian Johansson.
En febrero de 1848, padre e hijo montaron juntos el ballet Satanella, o Le Diable amoureux, de Joseph Mazilier. 
Jean-Antoine Petipa murió en San Petersburgo el 16 de julio de  1855.

## Principales ballets
- Les Six ingénus, según Louis Duport (Bruselas, 15 de septiembre de 1814)
- Le Berger de la Sierra Morena, ou les Ruses d'amour (París, 16 de febrero de 1815)
- La Naissance de Vénus et de l'Amour, según Jean-Baptiste Blache ( Marsella 1817)
- La Kermesse (Bruselas, 1 de septiembre de 1819)
- Clari, según Louis Milon (Bruselas, 23 de diciembre de 1821)
- Monsieur Deschalumeaux (Bruselas, 24 de febrero de 1822)
- Psyché et l'Amour, según Pierre Gardel (Bruselas, 19 de enero de 1823)
- Les Amours de Vénus ou le Siège de Cythère, según Coindé (Bruselas, 23 de febrero de 1824)
- Jenny ou le Mariage secret (Bruselas, 23 de enero de 1825)
- Frisac ou la Double noce (Bruselas, 13 de febrero de 1825)
- Le Cinq juillet, ou l'Heureuse journée (Bruselas, 9 de julio de 1825)
- Monsieur de Pourceaugnac (Bruselas, 5 de febrero de 1826)
- Jocko ou le Singe du Brésil (Bruselas, 14 de diciembre de 1826)
- Gulliver, según Jean Coralli (Bruselas, 22 de febrero de 1827)
- Les Petites Danaïdes, ou Quatre-vingt-dix-neuf victimes (Bruselas, 18 de febrero de 1828)
- Les Enchantements de Polichinelle, ou le Talisman (Bruselas, 8 de marzo de 1829)
- La Tarentule, según Jean Coralli (Bruselas, 17 de septiembre de 1841)